# أمجد بشير
أمجد بشير (بالإنجليزية: Amjad Bashir) هو سياسي بريطاني، ولد في 17 سبتمبر 1952 في باكستان. حزبياً، نشط في حزب استقلال المملكة المتحدة. وقد انتخب عضو في البرلمان الأوروبي عن دائرة يوركشاير وهامبر ‏ لترشحه ضمن قائمة حزب المحافظين، وقد انضم خلال فترته النيابية (29 يناير 2015 – ) للكتلة البرلمانية كتلة المحافظين والإصلاحيين الأوروبيين وفي انتخابات البرلمان الأوروبي 2014، انتخب عضو في البرلمان الأوروبي عن دائرة يوركشاير وهامبر ‏ لترشحه ضمن قائمة حزب استقلال المملكة المتحدة، وقد انضم خلال فترته النيابية (1 يوليو 2014 – 28 يناير 2015) للكتلة البرلمانية أوروبا الحرية والديمقراطية المباشرة.

## وصلات خارجية
- الموقع الرسمي